# Arbi Barayev
Arbi Alautdinovich Barayev (em checheno:  Арби Алаутдинович Бараев) (em russo:  Бараев, Арби Алаутдинович), apelidado de “o exterminador”, foi um desertor checheno que era constantemente acusado de ter ligações com as forças especiais russas. Em 1996, ele se tornou fundador e primeiro líder do Regime Especial do Propósito Islâmico, que foi considerado um dos maiores grupos que sequestrava pessoas e contrabandeava petróleo na Chechênia durante o período entre 1994 a 1996 em que havia conflitos com a Rússia.